# Sistema binario post inviluppo comune

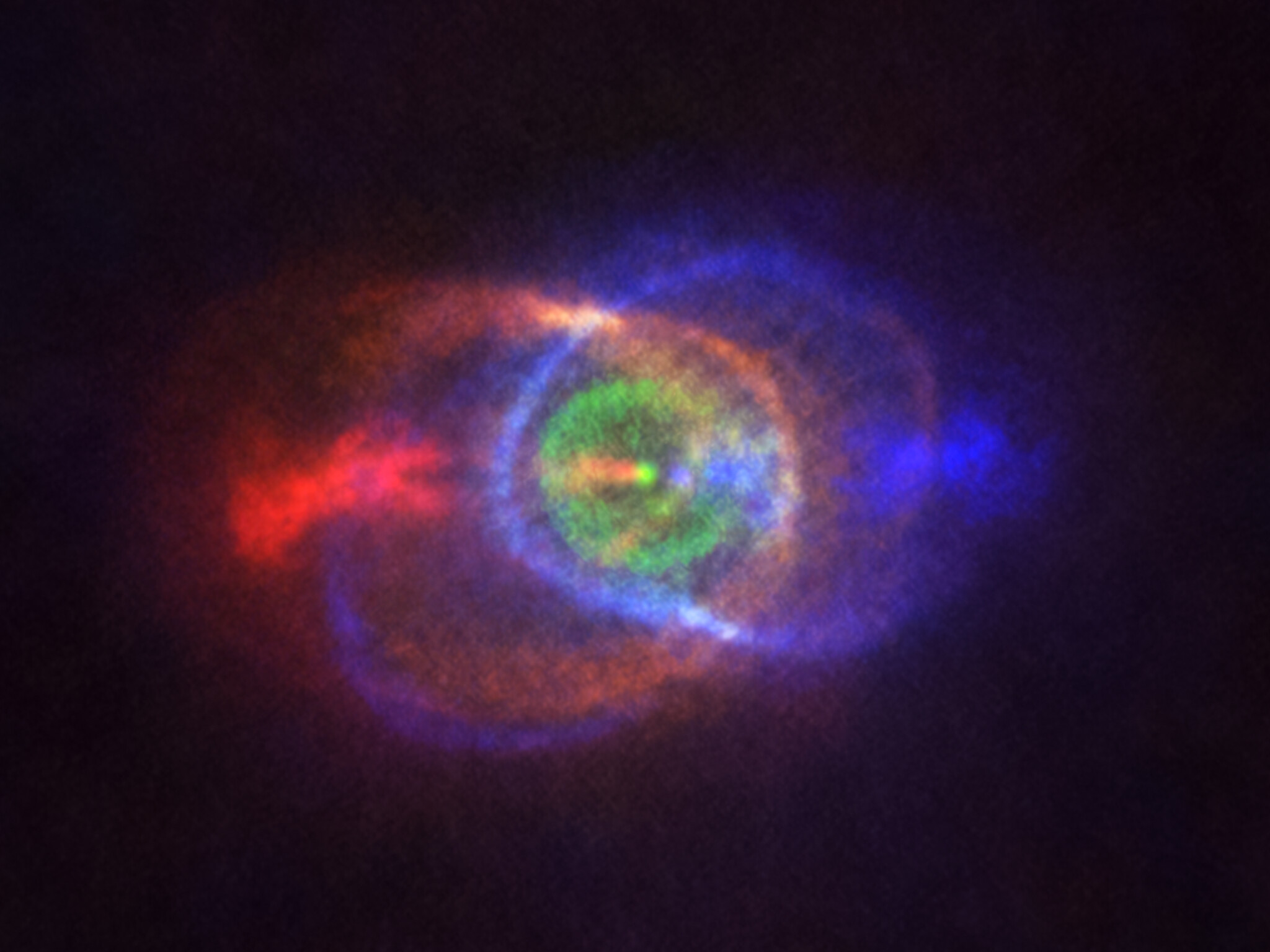
HD 101584 è un sospetto binario con post inviluppo comune. La compagna inghiottita ha innescato un deflusso di gas, creando la nebulosa vista da ALMA.

Fasi chiave in una fase di inviluppo comune. In alto: una stella riempie il suo lobo di Roche. Al centro: il compagno è inghiottito; il nucleo e il compagno si muovono a spirale l'uno verso l'altro all'interno di un inviluppo comune. In basso: l'inviluppo viene espulso e forma un PCEB, oppure le due stelle si fondono.

Un sistema binario post inviluppo comune (in inglese Post Common Envelope Binary o PCEB), o variabile pre-cataclismica, è un sistema binario costituito da una nana bianca, o subnana calda, e una stella della sequenza principale o una nana bruna. La stella o la nana bruna condivideva un inviluppo comune con la nana bianca progenitrice nella fase di gigante rossa. In questo scenario la stella o la nana bruna perde progressivamente momento angolare mentre orbita all'interno dell'inviluppo; il risultato è un sistema binario formato da una stella della sequenza principale, e una nana bianca, in un'orbita di breve periodo. Un PCEB continuerà a perdere momento angolare attraverso la frenatura magnetica e le onde gravitazionali, e quando inizierà il trasferimento di massa, l'esito sarà una variabile cataclismica. Sebbene siano noti migliaia di PCEB, esistono solo pochi PCEB eclissanti, chiamati anche ePCEB. Ancora più rari sono i PCEB con una nana bruna come secondaria. Una nana bruna con massa inferiore a 20 MJ dovrebbe evaporare durante la fase di inviluppo comune, e si suppone quindi che la secondaria abbia una massa superiore a 20 MJ.
Il materiale espulso dall'inviluppo comune va a formare una nebulosa planetaria. Secondo le stime, nel 20% dei casi la nebulosa viene espulsa dall'inviluppo, ma potrebbe trattarsi di una sottostima. Una nebulosa planetaria formata da un sistema a inviluppo comune mostra solitamente una struttura bipolare.
Il presunto PCEB HD 101584 è circondato da una nebulosa complessa. Durante la fase dell'inviluppo comune, la fase di gigante rossa della primaria è stata interrotta prematuramente, evitando una fusione stellare. L'inviluppo di idrogeno rimanente di HD 101584 è stato espulso durante l'interazione tra la gigante rossa e la compagna, e ora forma il mezzo circumstellare attorno alla binaria.
Molte ePCEB mostrano variazioni temporali nei tempi delle eclissi, la cui causa è incerta. Mentre gli esopianeti in orbita vengono spesso proposti come causa di queste variazioni, i modelli planetari altrettanto spesso non riescono a prevedere modifiche successive dei tempi delle eclissi. Anche altre cause proposte, come il meccanismo Applegate, spesso non riescono a spiegare pienamente tali variazioni temporali.

## Elenco dei PCEB
| Nome                              | Periodo        | Secondaria                    | Note |
| --------------------------------- | -------------- | ----------------------------- | --- |
| SDSS J1205-0242                   | 71.2 minuti    | stella leggera o nana bruna   | PCEB di periodo minore (al 2017) |
| WD 0137−349                       | 116 minuti     | nana bruna                    | primo PCEB confermato con nana bruna come compagna |
| CSS21055                          | 121.73 minuti  | nana bruna                    | binaria a eclisse |
| SDSS 1557                         | 2.27 ore       | nana bruna                    | disco circumstellare con nana bianca |
| V470 Camelopardalis (HS0705+6700) | 2,3 ore        | nana rossa                    | binaria a eclisse |
| NY Virginis                       | 2,4 ore        | nana rossa                    | binaria a eclisse |
| NSVS 14256825                     | 2,6 ore        | nana rossa                    | binaria a eclisse |
| HW Virginis                       | 2,8 ore        | nana rossa                    | binaria a eclisse |
| NN Serpentis                      | 3.12 ore       | nana rossa                    | binaria a eclisse |
| WD 0837+185                       | 4.2 ore        | nana bruna                    | estremo rapporto di massa della progenitrice, con la primaria avente una massa di 3,5-3,7 masse solari, e la secondaria 25-30 masse gioviane                   |
| RR Caeli                          | 7,3 ore        | nana rossa                    | binaria a eclisse |
| DE Canum Venaticorum              | 8,7 ore        | nana rossa                    | binaria a eclisse |
| V471 Tauri                        | 12,5 ore       | nana bianca                   | binaria a eclisse, l'altra stella nella coppia è una nana arancione                                                                                            |
| sorgente centrale di Hen 2-11     | 14.616 ore     | stella principale di classe K | nebulosa planetaria e binaria a eclisse |
| K 1-2                             | 16.2192 ore    |                               | nebulosa planetaria |
| sorgente centrale di Fleming 1    | 1.1953 giorni  | nana rossa                    | nebulosa planetaria |
| KOI-256                           | 1.37865 giorni | nana rossa                    | binaria a eclisse |
| sorgente centrale di NGC 2392     | 1.9 giorni     | nana bianca calda             | nebulosa planetaria e binaria a raggi X |
| sorgente centrale di NGC 5189     | 4.04 giorni    | nana bianca massiva           | nebulosa planetaria; la primaria è una stella di Wolf-Rayet leggera                                                                                            |
| sorgente centrale di NGC 2346     | 16 giorni      | subgigante > 3,5 masse solari | nebulosa planetaria; uno dei PCEB di periodo maggiore che potrebbe ospitare la secondaria più massiva                                                          |
| HD 101584                         | 150–200 giorni | nana rossa o nana bianca      | l'inghiottimento della compagna ha forse provocato la fuoriuscita di gas che ha creato la nebulosa, vista con Hubble e ALMA; la primaria è una stella post RGB |